# Smrtonosna motoristika (pozorišna predstava)
Smrtonosna motoristika је praizvedba pozorišne predstave koju je po tekstu Aleksandra Ace Popovića režirao Slobodan Ž. Jovanović. Nažalost, premijera se desila 19. oktobra 1996. godine, deset dana nakon smrti Aleksandra Ace Popovića, koji je do poslednjeg trenutka vrlo aktivno učestvovao u njenoj realizaciji. 
Postoji snimak pozorišne predstave Smrtonosna motoristika.

## Sadržaj
Na periferiji jednog velegrada odvija se jedan potpuno drugačiji svet. Ali pritisnuti bedom ljudi ipak žive, vole, tragaju za srećom. Dule motoristika, Marela i Kufta imaju svoju umetničku trupu sa kojom nastupaju po gradovima. Njihovu sreću kvari Silvana Havajka koja svojim ženskim čarima osvaja Duleta. Razočarana, Marela traži sreću sa Svetislavom Apostolovićem, ali shvata da to nije to jer njeno srce pripada Duletu, kao što i Dule shvata da njegovo srce zauvek pripada Mareli. Posle raznoraznih peripetija, Marela i Dule se ponovo sreću i ljubav pobeđuje, osim za Kuftu koji ostaje da tiho pati za Marelom.
Kompozitor originalnih songova je Zoran Hristić. Učestvuje orkestar Narodnog pozorišta u Subotici. 

## Uloge
| Глумац                   | Улога                 |
| ------------------------ | --------------------- |
| Jadranka Nanić Jovanović | Marela                |
| Marina Cinkocki          | Silvana Havajka       |
| Miloš Stanković          | Dule motoristika      |
| Đorđe Rusić              | Kufta Paganini        |
| Snežana Jakšić-Čolić     | Pavica                |
| Veroslava Mitrović       | Katica                |
| Jovan Ristovski          | Gane                  |
| Zoran Bučevac            | Svetislav Apostolović |
| Suzana Vuković           | Marica Travica        |
| Mihajlo Jančikin         | čika Dragi            |

## Spoljašnje veze
Deadly Motorcycling 1996 Smrtonosna motoristika - pozorisna predstava на веб-сајту 